# Saad Abdul-Salaam
Saad Abdul-Salaam (Gahanna, 8 settembre 1991) è un ex calciatore statunitense, di ruolo difensore.

## Carriera
Scelto dallo Sporting Kansas City all'MLS SuperDraft del 2015 con la dodicesima chiamata, ha disputato tre stagioni con i Wizards, collezionando 78 presenze totali (con una rete segnata). Il 14 dicembre 2017 viene ceduto al New York City in cambio di Khiry Shelton.

## Statistiche

### Presenze e reti nei club
Statistiche aggiornate al 19 ottobre 2019.
| Stagione                    | Squadra                     | Campionato                  | Campionato | Campionato | Coppe nazionali | Coppe nazionali | Coppe nazionali | Coppe continentali | Coppe continentali | Coppe continentali | Altre coppe | Altre coppe | Altre coppe | Totale | Totale | Totale |
| Stagione                    | Squadra                     | Comp                        | Pres       | Reti       | Comp            | Pres            | Reti            | Comp               | Pres               | Reti               | Comp        | Pres        | Reti        | Pres   | Reti   |        |
| --------------------------- | --------------------------- | --------------------------- | ---------- | ---------- | --------------- | --------------- | --------------- | ------------------ | ------------------ | ------------------ | ----------- | ----------- | ----------- | ------ | ------ | ------ |
| 2015                        | Sporting Kansas City        | MLS                         | 22+1       | 0          | USOC            | 5               | 0               | -                  | -                  | -                  | -           | -           | -           | 28     | 0      |        |
| 2016                        | Sporting Kansas City        | MLS                         | 30+1       | 0          | USOC            | 1               | 0               | CCL                | 2                  | 0                  | -           | -           | -           | 34     | 0      |        |
| 2017                        | Sporting Kansas City        | MLS                         | 12+1       | 1          | USOC            | 3               | 0               | -                  | -                  | -                  | -           | -           | -           | 16     | 1      |        |
| Totale Sporting Kansas City | Totale Sporting Kansas City | Totale Sporting Kansas City | 64+3       | 1          |                 | 9               | 0               |                    | 2                  | 0                  |             | -           | -           | 78     | 1      |        |
| 2018                        | New York City               | MLS                         | 4          | 0          | USOC            | 1               | 0               | -                  | -                  | -                  | -           | -           | -           | 5      | 0      |        |
| 2019                        | Seattle Sounders FC         | MLS                         | 18         | 0          | USOC            | 1               | 0               | -                  | -                  | -                  | -           | -           | -           | 19     | 0      |        |
| 2019                        | Tacoma Defiance             | USL                         | 3          | 0          | -               | -               | -               | -                  | -                  | -                  | -           | -           | -           | 3      | 0      |        |
| 2020                        | FC Cincinnati               | MLS                         | -          | -          |                 | -               | -               | -                  | -                  | -                  | -           | -           | -           | -      | -      |        |
| Totale carriera             | Totale carriera             | Totale carriera             | 88+3       | 1          |                 | 11              | 0               |                    | 2                  | 0                  |             | -           | -           | 104    | 1      |        |

## Palmarès

### Club

#### Competizioni nazionali
- U.S. Open Cup: 1

Sporting Kansas City: 2017
- Campionato MLS: 1

Seattle Sounders: 2019

#### Competizioni internazionali
- Campeones Cup: 1

Columbus Crew: 2021